# Peter Hardy
Peter Hardy (Perth; 11 de enero de 1957-Fremantle; 16 de marzo de 2023) fue un actor australiano, conocido por haber interpretado a Phil Rakich en la serie Mcleod's Daughters.

## Carrera
En 1994 apareció por primera vez en la serie Blue Heelers, donde interpretó a Rob Cole durante el episodio "Why Give People Rights? They Only Abuse Them", un año después, en 1995, interpretó al inspector de policía Colin Fraser en el episodio "A Question of Loyalties"; en 1996 interpretó a Hayden Benett en el episodio "Reality Bytes" y finalmente más tarde interpretó a Mike Knights durante el episodio "Child's Play" en 2005.
En 2006 se unió al elenco de la popular serie Mcleod's Daughters, donde interpretó a Phil Rakich hasta 2009. En 2011 apareció como invitado en varios episodios de la tercera temporada de la serie policíaca Rush, donde interpretó al criminal Doug Rainey, cuyos hijos son buscados por la policía.

## Filmografía

### Series de televisión
| Año         | Serie                          | Personaje                        | Notas                                  |
| ----------- | ------------------------------ | -------------------------------- | -------------------------------------- |
| 2011        | Rush                           | Doug Rainey                      | 4 episodios                            |
| 2009        | East West 101                  | Ministro Barry Hill              | episodio "Ice in the Veins"            |
| 2006 - 2009 | Mcleod's Daughters             | Phil Rakich                      | 44 episodios                           |
| 2008        | The Strip                      | Colin Tully                      | episodio # 1.10                        |
| 2005        | Blue Heelers                   | Mike Knights                     | episodio "Child's Play"                |
| 2002        | Backbernere                    | Taxista Sketch                   | -                                      |
| 2000        | Eugenie Sandler P.I.           | Stokesy                          | episodio # 1.5                         |
| 1999        | Stingers                       | Detective Inspector Ron Leighton | 6 episodios                            |
| 1998        | Wildside                       | Sargento Ewan Mancini            | episodio # 1.34                        |
| 1997        | Neighbours                     | Jimmy Drane                      | 3 episodios                            |
| 1997        | State Coroner                  | Gary Turrell                     | episodio "Shortcut to Death"           |
| 1997        | Good Guys Bad Guys             | Kirby                            | episodio "Return of the Phantom"       |
| 1996        | Sweat                          | Entrenador Sid O'Reilly          | 26 episodios                           |
| 1996        | Naked: Stories of Men          | Gibbo                            | episodio "Coral Island"                |
| 1996        | The Bite                       | Pete                             | miniserie                              |
| 1995        | Naked                          | Dennis Gibson                    | -                                      |
| 1995        | Snowy River: The McGregor Saga | Seb Holgate                      | episodio "Montana Territory"           |
| 1994        | Janus                          | Gavin Lindsay                    | episodio "Judgement Amongst Short Men" |
| 1994        | A Country Practice             | Steve Atkinson                   | episodio "The Grass Is Greener"        |
| 1994        | Time Trax                      | Teniente Charney                 | episodio "Perfect Pair"                |
| 1993        | Stark                          | Salvavidas                       | episodio # 1.1                         |
| 1993        | Phoenix                        | Rocky Wilson                     | episodio "Snow Job"                    |
| 1986        | Prisoner                       | Dave Wilson                      | episodio # 1.625                       |

### Películas
| Año  | Título                                      | Personaje                   | Notas                                                                                 |
| ---- | ------------------------------------------- | --------------------------- | ------------------------------------------------------------------------------------- |
| 2014 | L.A.D.                                      | Mr. Colley                  | junto a Jack Finsterer, Susie Porter, Julia Blake, Sean Keenan y Charlotte Best       |
| 2012 | Dangerous Remedy                            | Robbie McGregor             | junto a Susie Porter, Maeve Dermody, Peter O'Brien, William McInnes y Nicholas Bell   |
| 2008 | Cane Cutter                                 | Mr. Richmond                | junto a Dustin Clare, Gillian Alexy y Clarke Richards                                 |
| 2001 | Chasing Rabbits                             | Nick Walsh                  | cortometraje                                                                          |
| 2000 | Chopper                                     | Detective Cooney            | junto a Eric Bana, David Field, Dan Wyllie, Vince Colosimo, Simon Lyndon y Bill Young |
| 1999 | Dead End                                    | Inspector Detective Wolcott | junto a William Snow, Victoria Hill y Kate Kendall                                    |
| 1997 | The Ripper                                  | Patrician                   | junto a Patrick Bergin, Gabrielle Anwar, Samuel West, Michael York y Essie Davis      |
| 1997 | Fable                                       | Mack                        | junto a Simon Westaway, Melissa George, Chris Haywood y Marta Dusseldorp              |
| 1997 | Halifax f.p: Hard Corps                     | Detective Tony Roman        | junto a Rebecca Gibney, Colin Friels, Steven Vidler y Belinda McClory                 |
| 1997 | The Last of the Ryans                       | Detective "Woggsie" Slater  | junto a Richard Roxburgh, Zoe Bertram, Tony Barry e Ian Mune                          |
| 1996 | Halifax f.p: Cradle and All                 | Detective Tony Roman        | junto a Rebecca Gibney, Anthony Hayes, Robyn Nevin e Ian Bliss                        |
| 1994 | Baby Bath Massacre                          | Padre de Adrian             | junto a Maya Stange, Sullivan Stapleton, Campbell Corser y Alexandra Schepisi         |
| 1993 | Desperate Journey: The Allison Wilcox Story | Jefe Walpole                | junto a Mel Harris, John Schneider, Dana Ashbrook, Cotter Smith y Steven Vidler       |
| 1993 | The Feds: Terror                            | Rory Hay                    | junto a Robert Taylor, Angie Milliken, Zoe Bertram y Nicholas Hammond                 |
| 1990 | Elvis Killed My Brother                     | Leon                        | corto - junto a Jeremy Callaghan y John Ryan                                          |
| 1990 | Jackaroo                                    | Ram Gallagher               | junto a Dot Collard, Jim Curley y Colin McEwan                                        |
| 1988 | Daisy and Simon                             | Rowdy                       | junto a Jan Adele, Sean Scully y Colin McEwan                                         |
| 1988 | The Pursuit of Happiness                    | John                        | junto a Laura Black, Jack Coleman y David Colson                                      |

### Apariciones
| Año | Programa                        | Notas                                |
| --- | ------------------------------- | ------------------------------------ |
| -   | The Multicoloured Lunchbag Show | co-presentador - junto a Ann Tonks   |
| -   | Sing a Song From Somewhere      | co-presentador - junto a Joan Sydney |
| -   | Sing & Play                     | presentador                          |

### Teatro
| Año                  | Obra                            | Personaje             | Director (a)    | Teatro                   | Notas                                                 |
| -------------------- | ------------------------------- | --------------------- | --------------- | ------------------------ | ----------------------------------------------------- |
| 2012                 | An Officer & A Gentleman        | -                     | Simon Phillips  | Lyric Theatre            | junto a Bartholomew John, Kate Kendall y Tara Morice  |
| 2011                 | Prodigal                        | Harry                 | Dean Bryan      | -                        | junto a Anne Wood, Christina O'Neill y Ed Grey        |
| 2001-2005, 2009-2010 | Mamma Mia!                      | Bill Austen           | Phyllida Lloyd  | Lyric Theatre            | junto a Ben Nicolas y Jennifer Vuletic                |
| 2006                 | The Boy From Oz                 | Dick Woolnough        | Kenny Ortega    | -                        | junto a Hugh Jackman y Christina Amphlett             |
| 2001                 | Sunset BBQ                      | Bob Stewart           | Martin Croft    | -                        | -                                                     |
| 2001                 | Fringe Festival: Chasing Rabbit | -                     | Mark Fletcher   | Blue Room Theatre        | -                                                     |
| 1997                 | Vegetable Magnetism             | -                     | Caroline Stacey | Universal Theatre        | junto a Geoffrey Baird y Carolyn Bock                 |
| 1994                 | Caught                          | Major                 | Denis Moore     | La Mama Theatre          | junto a Christine Keogh, Rob Lyon y Michelle Twigden  |
| 1992                 | Love Letters                    | Andrew M. Ladd III    | Jenny McNae     | State Theatre            | -                                                     |
| 1992                 | The Season At Sarsaparilla      | Rowley Masson         | Leith Taylor    | State Theatre            | junto a Andy King, Mandy McElhinney y Steve Shaw      |
| 1992                 | Orpheus Descending              | Val Xavier            | Raymond Omodei  | State Theatre            | junto a Rosemary Barr, Wayne Garton y Peter Roberts   |
| 1992                 | Anthony & Cleopatra             | Agrippa               | Raymond Omodei  | State Theatre            | junto a Mandy McElhinney y Steve Shaw                 |
| 1991                 | A View From The Bridge          | Marco                 | Aarne Neeme     | State Theatre            | junto a Jonathan Beal, Denise Kirby y Craig Williams  |
| 1991                 | Top Silk                        | Eddy                  | Edgar Metcalfe  | Playhouse Theatre        | junto a Geoffrey Atkins, Peter Finlay y Leith Taylor  |
| 1991                 | A Night in the Arms of Raelene  | Bronx                 | Alan Becher     | SWY Theatre              | junto a Ingle Knight, Igor Sas y Marcello Schmidt     |
| 1990                 | That Blessed Fountain           | Neville               | Edgar Metcalfe  | Regal Theatre            | junto a Peter Adams y Christine Amor                  |
| 1990                 | The Business of Murder          | John                  | Carol Brand     | Effie Crump Theatre      | -                                                     |
| 1989                 | 1789 And All That               | Revolucionario        | Serge Tampalini | -                        | -                                                     |
| 1988                 | Sons of Cain                    | Rex                   | Richard Dillane | Hole In The Wall Theatre | junto a Geoffrey Atkins, Colin McEwan y Steve Taylor  |
| 1982, 1988           | Summer of the 17th Doll         | Roo/Johnny Dowd       | Raymond Omodei  | Hole In The Wall Theatre | junto a Jeremy Callaghan, Nita Pannell y Leith Taylor |
| 1988                 | John Gabriel Borkman            | Erhart                | Raymond Omodei  | Hole In The Wall Theatre | -                                                     |
| 1988                 | Twelfth Night                   | Antonio               | Raymond Omodei  | Hole In The Wall Theatre | -                                                     |
| 1987                 | The Tempest in Bali             | Próspero              | David E. George | Taman Budaya Theatre     | junto a Jeremy Callaghan                              |
| 1986                 | Antigone                        | Kreon                 | Raymond Omodei  | Hole In The Wall Theatre | -                                                     |
| 1985                 | Fool For Love                   | Eddie                 | Raymond Omodei  | Hole In The Wall Theatre | -                                                     |
| 1986                 | The Grass Widow                 | Ralph                 | John Milson     | Hole In The Wall Theatre | -                                                     |
| 1984                 | A Map Of The World              | Serge Tampalini       | Serge Tampalini | Murdoch Theatre          | junto a Nicki Wendt                                   |
| 1984                 | Black & Blue                    | MC                    | Peter Kingston  | Stables Theatre          | -                                                     |
| 1983                 | The Caretaker                   | Mick                  | James Beattie   | National Theatre         | -                                                     |
| 1983                 | Oedipus the King                | Oedipus               | Raymond Omodei  | Hole In The Wall Theatre | junto a John Angliss, Rod Hall y Gerald Hitchcock     |
| 1983                 | A Manual Of Trench Warfare      | Barry Moon            | John Milson     | Hole In The Wall Theatre | junto a Bill Dunstone, Gerald Hitchcock y Ramon Tuck  |
| 1982                 | Inside The Island               | -                     | Raymond Omodei  | Hole In The Wall Theatre | -                                                     |
| 1982                 | Visions                         | -                     | Ken Campbell    | Hole In The Wall Theatre | -                                                     |
| 1982                 | Brecht On Brecht                | -                     | Ken Campbell    | Hole In The Wall Theatre | -                                                     |
| 1982                 | The One Day Of The Year         | Hughie                | Raymond Omodei  | Hole In The Wall Theatre | -                                                     |
| 1982                 | Ghosts                          | Engstrand             | Raymond Omodei  | Hole In The Wall Theatre | junto a Bill Dunstone, Paul English y Heather Pearson |
| 1982                 | Cloud Nine                      | Betty/Gerry           | Raymond Omodei  | Hole In The Wall Theatre | -                                                     |
| 1982                 | Treasure Island                 | Israel Hands          | Raymond Omodei  | Mason Miller Pro.        | -                                                     |
| 1981                 | Demolition Job                  | Kevin                 | Edgar Metcalfe  | Hole In The Wall Theatre | -                                                     |
| 1981                 | The Olde Time Music Hall        | -                     | Coralie Condon  | -                        | -                                                     |
| 1980                 | Rubbedy Dubbedy Pub Show        | -                     | John Aitken     | Magic Mirror Theatre     | -                                                     |
| 1980                 | Daughter Of The Pub Show        | -                     | Mike Morris     | Magic Mirror Theatre     | -                                                     |
| 1979                 | The Fool On The Hill            | Arnold Foonblatter    | Mike Morris     | Magic Mirror Theatre     | junto a John Aitken, Steve Froudist y Paola Mazzella  |
| 1979                 | Bukowski OK                     | -                     | Serge Tampalini | Streetlight Theatre      | -                                                     |
| 1979                 | Tom Foolery                     | Él Tonto              | Serge Tampalini | CATS Childrens Theatre   | -                                                     |
| 1979                 | Starlan The Wizard              | Alphonso              | Serge Tampalini | CATS Childrens Theatre   | -                                                     |
| 1979                 | CATS International Year         | -                     | Joan Pope       | -                        | -                                                     |
| 1979                 | Water Writes                    | -                     | Serge Tampalini | CATS Childrens Theatre   | -                                                     |
| 1978                 | Ned Kelly                       | -                     | Sean Kelly      | CATS Childrens Theatre   | -                                                     |
| 1978                 | Look Back In Anger              | Jimmy Porter          | Murray Swain    | -                        | -                                                     |
| 1976 - 1978          | Revue                           | -                     | Jenny Dunstan   | -                        | -                                                     |
| 1977                 | The Ruling Class                | Jack Gurney 14th Earl | Serge Tampalini | -                        | -                                                     |

## Premios y nominaciones
| Año  | Categoría                    | Premio                         | Película        | Resultado |
| ---- | ---------------------------- | ------------------------------ | --------------- | --------- |
| 2002 | Best Actor in A Foreign Film | Bare Bones Film Festival Award | Chasing Rabbits | Ganador   |